# Mas la Batllia (Sagàs)
|  | Per a altres significats, vegeu «la Batllia (Sagàs)». |

La Batllia és un mas exempt a la plaça de l'església de Sagàs. La masia de la Batllia té els seus orígens a la baixa edat mitjana, però la gran ampliació de la casa es produí al segle xviii. La masia de la Batllia s'esmenta ja l'any 1553, en el Fogatge fet per Joan Vilanova alies Casasalvana.
És una masia de planta rectangular, coberta amb doble vessant i amb el carener paral·lel a la façana principal, orientada a migdia. El cos bàsic de la masia, el més antic, és d'origen medieval. A banda i banda d'aquest cos hi fou ampliada la casa i envoltada per una entrada porxada, avui ensorrada, però que encara conserva tres arcs de mig punt en perfecte estat, sostinguts pilars curts i massissos.